# Gambela (ville)
Ne pas confondre avec la région Gambela
Gambela (Ge'ez: ጋምቤላ) est une ville et woreda d'Éthiopie et la capitale de la région Gambela. Elle se situe dans la zone Anuak, à la confluence du fleuve Baro et de son affluent le Jajjaba. 
La population de Gambela est principalement composée des peuples Anuak et Nuer, chacune ayant son propre marché.
La ville possède également un aéroport et se situe non loin du Parc national de Gambela.

## Histoire
Gambela fut édifié en raison de son emplacement le long du fleuve Baro, l'un des affluents du Nil, qui était perçu tant par les britanniques que par les éthiopiens comme un excellent moyen de transport pour l'exportation du café et d'autres biens provenant des zones fertiles des plateaux d'Éthiopie vers le Soudan et l'Égypte. Le 15 mai 1902, l'Empereur Ménélik II d'Éthiopie accorda aux britanniques le droit d'utiliser un port situé sur le fleuve, et en 1907 un port et une taxe douanière furent créés. Un service de transport fluvial fut mis en service par une compagnie soudanaise, reliant Khartoum à Gambela sur une distance de 1 366 kilomètres.
À partir de 1927, le Ras Tafari (qui devint ensuite le dernier empereur Hailé Sélassié Ier), commença à accorder un certain nombre de concessions pour la construction d'une route de  180 kilomètres de long afin de relier Gambela avec les villes de Metou et Gore.
En 1936, Gambela devint une partie de l'Afrique orientale italienne et les services portuaires et fluviaux furent suspendus lorsque les équipages et les résidents britanniques quittèrent Gambella le 14 octobre 1936. Durant leur occupation, les italiens construisirent une route reliant la ville à Nekemte entre 1936 et 1940. Gambela fut libéré de l'occupation italienne par des troupes britanniques le 3 février 1941.
Lij Tewodros, l'un des fils du négus Iyasou V, fit surface dans les alentours de Gambela en mai 1941, en se proclamant lui-même Empereur. Son insurrection fut matée par les troupes du coloniales du Congo Belge avant qu'elles ne quittent les lieux en février 1942.
Un nouveau traité anglo-éthiopien fut signé le 19 décembre 1944 qui supprimait virtuellement tous les privilèges britanniques, mais Gambela continua néanmoins à être enclavée. Le gouvernement éthiopien a peu à peu renforcé son contrôle sur cette enclave en rendant illégale le Thaler comme monnaie d'échange, obligeant tous les marchands venant de Gambella à obtenir un passeport pour se rendre à Addis-Abeba et, en 1951, en informant les autorités britanniques de Gambela qu'elles ne pourraient plus juger ou emprisonner quiconque. Le départ du responsable britannique à Gambella le 30 octobre 1954 marqua la fin de l'enclavement de la ville. Toutefois, elle passa temporairement sous le contrôle des soudanais qui n'acceptèrent de la rendre à l'Éthiopie qu'en 1956, après avoir obtenu leur indépendance.
Le port de Gambella resta fermé pendant la période de dictature Derg, et même au-delà jusqu'en 2005, en raison des tensions entre le gouvernement éthiopien et l'Armée populaire de libération du Soudan. Le Front démocratique révolutionnaire du peuple éthiopien annonça avoir repris le contrôle de la ville le 27 mai 1991.

## Personnalités liées à la ville
- Ayor Makur Chuot (1989-), mannequin et femme politique australienne d’origine sud-soudanaise ;
- Bendere Oboya, athlète australienne d'origine éthiopienne ;
- Shanelle Nyasiase, mannequin née dans la ville.